# Barrio Alto, Puebla
Barrio Alto är en ort i Mexiko.   Den ligger i kommunen Hueyapan och delstaten Puebla, i den sydöstra delen av landet, 180 km öster om huvudstaden Mexico City. Barrio Alto ligger 1 729 meter över havet och antalet invånare är 291.
Terrängen runt Barrio Alto är kuperad söderut, men norrut är den bergig. Terrängen runt Barrio Alto sluttar norrut. Runt Barrio Alto är det tätbefolkat, med 343 invånare per kvadratkilometer. Närmaste större samhälle är Teziutlan, 11,3 km sydost om Barrio Alto. Omgivningarna runt Barrio Alto är en mosaik av jordbruksmark och naturlig växtlighet.